# Filet, Lídia i companys màrtirs d'Il·líria
Filet i Lídia, Macedoni, Teoprepi, Crònides i Amfiloqui (Il·líria, segle ii), segons una tradició, van ser uns cristians, morts màrtirs durant la persecució d'Hadrià. En realitat, però, no existiren mai. Són venerats com a sants a tota la cristiandat. Una falsificació històrica tardana, sense fonament, els convertí en naturals de Barcelona.

## Historicitat
Els hagiògrafs qualifiquen la passio d'aquests sants de llegendària i fabulosa. Segons ella, Filet era un noble senador d'Il·líria, casat amb Lídia, i Macedoni i Teoprepi eren fills de la parella. Per cristians, foren empresonats per ordre de l'emperador Hadrià, qui els confià a l'oficial Amfiloqui perquè els torturés de manera que renunciessin a la fe. Amfiloqui pogué veure que tota la família resisitia el suplici sense renegar del cristianisme, i això va fer que medités i es convertís al catolicisme. Crònides, el guardià de la presó, també va convertir-se llavors. Finalment, foren morts tots plegats en un gran recipient ple d'oli bullent.

## Veneració
Els sinaxaris romans d'Orient els recorden el 27, 28 o 29 de març, mentre que el Martirologi romà només donava la data del 27 de març; de tota manera, en l'última edició ja no apareixen, en haver estat demostrat que no van existir.

## Filet i Lídia, Macedoni, Teoprepi, Crònides i Amfiloqui, màrtirs de Barcelona
El 1619 es va publicar la falsa crònica atribuïda a l'autor tardoromà Luci Flavi Dextre, escrita uns anys abans pel jesuïta Jerónimo Román de la Higuera; en ella, reescrivia la història de les esglésies hispàniques dels primers segles, amb la intenció de fer-les més antigues i de vincular-les a personalitats santes reals. Sense cap fonament històric ni cap tradició secular al darrere, Higuera va convertir els sis màrtirs il·lírics en naturals de Barcelona i màrtirs a la mateixa ciutat, on Filet era senador. Segons aquesta història, van patir martiri cap al 300, durant les persecucions de Dioclecià.
La història dels sants vinculats a Barcelona té un abast local i mai no ha estat reconeguda per l'Església ni pels historiadors, per la qual cosa els pretesos màrtirs barcelonins no figuren al santoral ni al Martirologi romà, tot i que algunes obres i santorals espanyols els han recollit. A més, l'aparició tardana de la llegenda va fer que no arrelés en la ciutat, on no ha tingut mai cap devoció popular ni un culte reconegut. Apareixien, però, en santorals populars fins al començament del segle xx i al Costumari català de Joan Amades.